# Landtagswahlkreis Emmendingen
Der Wahlkreis Emmendingen (Wahlkreis 49) ist ein Landtagswahlkreis im Süden von Baden-Württemberg. Er umfasst den gesamten Landkreis Emmendingen.
Die Grenzen der Landtagswahlkreise wurden nach der Kreisgebietsreform von 1973 zur Landtagswahl 1976 grundlegend neu zugeschnitten und seitdem nur punktuell geändert. Änderungen, die den Wahlkreis Emmendingen betrafen, gab es seitdem keine.

## Wahl 2021
Die Landtagswahl 2021 hatte folgendes Ergebnis:
| Direktkandidat    | Partei       | Stimmen in % | Landtagswahl 2016 Stimmen in % |
| ----------------- | ------------ | ------------ | ------------------------------ |
| Alexander Schoch  | Grüne        | 36,2         | 35,5                           |
| Jutta Zeisset     | CDU          | 21,8         | 24,5                           |
| Andreas Marowski  | AfD          | 7,2          | 11,6                           |
| Sabine Wölfle     | SPD          | 11,5         | 13,4                           |
| Felix Fischer     | FDP          | 10,1         | 7,5                            |
| Horst Burkhart    | DIE LINKE    | 3,4          | 2,7                            |
| Michael Kefer     | ödp          | 1,4          | 1,2                            |
| Andreas Heidinger | Die PARTEI   | 1,8          | –                              |
| Andreas Gerber    | Freie Wähler | 3,8          | –                              |
| Roland Philipps   | KlimalisteBW | 1,2          | –                              |
| Annegret Höveler  | WiR2020      | 1,2          | –                              |
| Robert Kehrberg   | Volt         | 0,5          | –                              |
| –                 | Sonstige     | –            | 3,6                            |

## Wahl 2016
Die Landtagswahl 2016 hatte folgendes Ergebnis:
| Direktkandidat           | Partei           | Stimmen in % | Landtagswahl 2011 Stimmen in % |
| ------------------------ | ---------------- | ------------ | ------------------------------ |
| Alexander Schoch         | Grüne            | 35,5         | 30,4                           |
| Marcel Schwehr           | CDU              | 24,5         | 32,4                           |
| Sabine Wölfle            | SPD              | 13,4         | 24,9                           |
| Oliver Markus Pendzialek | AfD              | 11,6         | –                              |
| Norman Schuster          | FDP              | 7,5          | 4,3                            |
| Alexander Kauz           | DIE LINKE        | 2,7          | 2,3                            |
| Katrin Wiegand           | Tierschutzpartei | 1,5          | –                              |
| Michael Kefer            | ödp              | 1,2          | 1,5                            |
| Julia Fiedler            | Piraten          | 0,9          | 2,1                            |
| Mark Kalnitski           | ALFA             | 0,5          | –                              |
| Dietmar Leimstoll        | NPD              | 0,4          | 0,8                            |
| Karl Köblin              | REP              | 0,3          | 1,1                            |

## Wahl 2011
Die Landtagswahl 2011 hatte folgendes Ergebnis:
| Direktkandidat        | Partei    | Stimmen in % | Landtagswahl 2006 Stimmen in % | Landtagswahl 2001 Stimmen in % |
| --------------------- | --------- | ------------ | ------------------------------ | ------------------------------ |
| Marcel Schwehr        | CDU       | 32,4         | 39,4                           | 44,0                           |
| Sabine Wölfle         | SPD       | 24,9         | 28,8                           | 37,3                           |
| Alexander Schoch      | Grüne     | 30,4         | 13,2                           | 08,1                           |
| Hanns-Georg von Wolff | FDP       | 04,3         | 11,7                           | 05,3                           |
| Monika Strub          | DIE LINKE | 02,3         | WASG: 2,9                      | –                              |
| Karl Köblin           | REP       | 01,1         | 01,6                           | 02,7                           |
| Alexander Franke      | NPD       | 00,8         | –                              | –                              |
| Bettina Koch          | ödp       | 01,5         | 00,3                           | 00,5                           |
| Gottlieb Meier        | PBC       | 00,4         | 00,6                           | –                              |
| Martin Rotzinger      | Piraten   | 02,1         | –                              | –                              |
| –                     | Sonstige  | –            | 01,5                           | 01,1                           |

## Abgeordnete
Bei den Landtagswahlen in Baden-Württemberg hat jeder Wähler nur eine Stimme, mit der sowohl der Direktkandidat als auch die Gesamtzahl der Sitze einer Partei im Landtag ermittelt werden. Dabei gibt es keine Landes- oder Bezirkslisten, stattdessen werden zur Herstellung des Verhältnisausgleichs unterlegenen Wahlkreisbewerbern Zweitmandate zugeteilt.
Den Wahlkreis Emmendingen vertraten bzw. vertreten folgende Abgeordnete im Landtag:
| Partei | Art des Mandats | Gewählte |
| ------ | --------------- | --- |
| CDU    | Erstmandat      | Willi Häfner 1952, 1956, 1960 Albert Burger 1964 Albert Höfflin 1968 Alois Schätzle 1972, 1976, 1980, 1984 Alfred Haas 1988, 1992, 1996, 2001 Marcel Schwehr 2006, 2011 |
| Grüne  | Erstmandat      | Alexander Schoch 2016, 2021, Mandat niedergelegt am 31. März 2025 Rüdiger Tonojan, nachgerückt am 1. April 2025                                                         |
| Grüne  | Zweitmandat     | Alexander Schoch 2011 |
| SPD    | Zweitmandat     | Rudolf Schieler 1960 Josef Schmidt 1964, 1968 Karl Nicola 1972, 1976, 1980, 1984, 1988 Marianne Wonnay 1992, 1996, 2001, 2006 Sabine Wölfle 2011, 2016                  |
| FDP    | Zweitmandat     | Hans Erich Schött 1976, 1980 Dieter Ehret 2006 |